# Giannis Gianniotas
Giannis Gianniotas [ˈjannis jannˈjɔtas] (griechisch Γιάννης Γιαννιώτας; * 29. April 1993 in Chalkidiki) ist ein griechischer Fußballspieler.

## Karriere
Von 2011 bis 2013 spielte Gianniotas bei Aris Saloniki und empfahl sich mit guten Leistungen auch für ausländische Vereine. Im Juli 2013 wechselte er nach Deutschland zu Fortuna Düsseldorf. Sein erstes Spiel für die Fortuna machte er am 22. Juli 2013 (1. Spieltag der Saison 2013/14) im Heimspiel gegen Energie Cottbus als Einwechselspieler in der 66. Minute für Mathis Bolly.
Nachdem Gianniotas in der Saison 2014/15 an Asteras Tripolis ausgeliehen war, wechselte er zur Saison 2015/16 zu Olympiakos Piräus. Auch dort wurde er an APOEL Nikosia und Real Valladolid verliehen und wechselte im Sommer 2018 fest zu AEK Athen. 
Wiederum nur eine Saison später ging er zu Apollon Limassol auf Zypern. Dort blieb Gianniotas bis zum Sommer 2021 und war dann ein halbes Jahr ohne Verein, ehe ihn der griechische Erstligist Apollon Smyrnis Anfang 2022 verpflichtete.

## Erfolge
- Zyprischer Meister: 2016, 2017